# إيالة البصرة
إيالة البصرة إيالة عثمانية كانت تضم منطقة جنوب العراق الحالي.
أسست عام 1538. كانت تحدها إيالة بغداد من الشمال، والخليج العربي وصحراء النفود من الجنوب، والأطراف الشرقية لبادية الشام من الغرب، والأحواز (التابعة للدولة الصفوية) من الشرق.